# Isiah Thomas
Isiah Lord Thomas III (Chicago, 30 april 1961) is een Amerikaans voormalig basketballer en basketbalcoach die als pointguard speelde. Hij maakte deel uit van de teams van Detroit Pistons die in 1988/89 en 1989/90 de eerste twee NBA-titels in de geschiedenis van de club wonnen. Na het behalen van die tweede titel werd hij verkozen tot NBA Finals MVP 1990. Thomas werd in 1996 verkozen tot een van de beste 50 spelers aller tijden en in 2021 tot een van de beste 75 spelers aller tijden. Hij werd twaalf keer verkozen tot NBA All-Star.

## Carrière
Thomas speelde collegebasketbal voor de Indiana Hoosiers van 1979 tot 1981. In 1979 won hij goud op het Pan-Amerikaanse Spelen met de Amerikaanse nationale ploeg. Thomas werd in 1981 als tweede gedraft in de eerste ronde door Detroit Pistons en speelde vervolgens zijn hele carrière voor dat team. Hij droeg er het rugnummer 11. Hij werd met de Pistons tweemaal NBA-kampioen in 1989 en 1990 en won dat laatste jaar ook NBA Finals MVP.
Zijn nummer 11 werd na zijn carrière teruggetrokken door de Detroit Pistons en hij werd opgenomen in de Basketball Hall of Fame in 2000. Daarnaast werd hij verkozen tot NBA's 50th Anniversary All-Time Team en NBA 75th Anniversary Team.
Nog tijdens zijn spelerscarrière was Thomas al actief als investeerder in verschillende bedrijven. In 1994 werd hij deels eigenaar van de Toronto Raptors en oefende een managementfunctie uit tot in 1998. Daarna werd hij een televisiecommentator voor NBA on NBC. In 1999 kocht hij de Continental Basketball Association voor 10 miljoen dollar. In juli 2000 werd hij hoofdcoach van de Indiana Pacers en de NBA verplichte hem om de CBA te verkopen. Hij weigerde echter en de NBA richtte zijn eigen opleidingscompetitie op en stopte de financiële steun aan de CBA. Hierna ging de competitie in 2001 bankroet. In 2003 werd hij ontslagen als hoofdcoach van de Pacers en vervangen door Rick Carlisle.
In december 2003 werd hij President of Basketball Operations bij de New York Knicks maar kende daarin geen succes. De Knicks kende de slechte resultaten en hoge loonkosten. In juni 2006 werd hij hoofdcoach van de Knicks na het ontslag van Larry Brown. In april 2008 werd hij ontslagen na opnieuw teleurstellende resultaten. In april 2009 werd hij coach van de FIU Panthers, een functie die hij tot in 2012 zou bekleden. Hij werd daarna terug commentator. In 2015 werd hij voorzitter van de New York Liberty en bleef voorzitter tot in 2019.

## Erelijst
- NBA-kampioen: 1989, 1990
- NBA Finals MVP: 1990
- NBA All-Star: 1982, 1983, 1984, 1985, 1986, 1987, 1988, 1989, 1990, 1991, 1992, 1993
- NBA All-Star Game MVP: 1984, 1986
- All-NBA First Team: 1984, 1985, 1986
- All-NBA Second Team: 1983, 1987
- NBA All-Rookie First Team: 1982
- J. Walter Kennedy Citizenship Award: 1987
- NBA's 50th Anniversary All-Time Team
- NBA 75th Anniversary Team
- Nummer 11 teruggetrokken door de Detroit Pistons
- Indiana University Athletics Hall of Fame: 1993
- Michigan Sports Hall of Fame: 1998
- Basketball Hall of Fame: 2000
- College Basketball Hall of Fame: 2006
- American Basketball Hall of Fame: 2023
- Pan-Amerikaanse Spelen: 1979

## Statistieken

### Reguliere Seizoen
| Seizoen      | Team            | WG  | WS  | MPW  | 2P%  | 3P%  | FW%  | RPW | APW  | SPW | BPW | PPW  |
| ------------ | --------------- | --- | --- | ---- | ---- | ---- | ---- | --- | ---- | --- | --- | ---- |
| 1981/82      | Detroit Pistons | 72  | 72  | 33,8 | 42,4 | 28,8 | 70,4 | 2,9 | 7,8  | 2,1 | 0,2 | 17,0 |
| 1982/83      | Detroit Pistons | 81  | 81  | 38,2 | 47,2 | 28,8 | 71,0 | 4,0 | 7,8  | 2,5 | 0,4 | 22,9 |
| 1983/84      | Detroit Pistons | 82  | 82  | 36,7 | 46,2 | 33,8 | 73,3 | 4,0 | 11,1 | 2,5 | 0,4 | 21,3 |
| 1984/85      | Detroit Pistons | 81  | 81  | 38,1 | 45,8 | 25,7 | 80,9 | 4,5 | 13,9 | 2,3 | 0,3 | 21,2 |
| 1985/86      | Detroit Pistons | 77  | 77  | 36,2 | 48,8 | 31,0 | 79,0 | 3,6 | 10,8 | 2,2 | 0,3 | 20,9 |
| 1986/87      | Detroit Pistons | 81  | 81  | 37,2 | 46,3 | 19,4 | 76,8 | 3,9 | 10,0 | 1,9 | 0,2 | 20,6 |
| 1987/88      | Detroit Pistons | 81  | 81  | 36,1 | 46,3 | 30,9 | 77,4 | 3,4 | 8,4  | 1,7 | 0,2 | 19,5 |
| 1988/89      | Detroit Pistons | 80  | 76  | 36,6 | 46,4 | 27,3 | 81,8 | 3,4 | 8,3  | 1,7 | 0,3 | 18,2 |
| 1989/90      | Detroit Pistons | 81  | 81  | 37,0 | 43,8 | 30,9 | 77,5 | 3,8 | 9,4  | 1,7 | 0,2 | 18,4 |
| 1990/91      | Detroit Pistons | 48  | 46  | 34,5 | 43,5 | 29,2 | 78,2 | 3,3 | 9,3  | 1,6 | 0,2 | 16,2 |
| 1991/92      | Detroit Pistons | 78  | 78  | 37,4 | 44,6 | 29,1 | 77,2 | 3,2 | 7,2  | 1,5 | 0,2 | 18,5 |
| 1992/93      | Detroit Pistons | 79  | 79  | 37,0 | 41,8 | 30,8 | 73,7 | 2,9 | 8,5  | 1,6 | 0,2 | 17,6 |
| 1993/94      | Detroit Pistons | 58  | 56  | 30,2 | 41,7 | 31,0 | 70,2 | 2,7 | 6,9  | 1,2 | 0,1 | 14,8 |
| Carrière     | Carrière        | 979 | 971 | 36,3 | 45,2 | 29,0 | 75,9 | 3,6 | 9,3  | 1,9 | 0,3 | 19,2 |
| NBA All-Star | NBA All-Star    | 11  | 10  | 28,9 | 57,1 | 40,0 | 77,1 | 2,5 | 8,8  | 2,8 | 0,0 | 16,8 |

### Play-offs
| Seizoen  | Team            | WG  | WS  | MPW  | 2P%  | 3P%  | FW%  | RPW | APW  | SPW | BPW | PPW  |
| -------- | --------------- | --- | --- | ---- | ---- | ---- | ---- | --- | ---- | --- | --- | ---- |
| 1983/84  | Detroit Pistons | 5   | 5   | 39,6 | 47,0 | 33,3 | 77,1 | 3,8 | 11,0 | 2,6 | 1,2 | 21,4 |
| 1984/85  | Detroit Pistons | 9   | 9   | 39,4 | 50,0 | 40,0 | 75,8 | 5,2 | 11,2 | 2,1 | 0,4 | 24,3 |
| 1985/86  | Detroit Pistons | 4   | 4   | 40,8 | 45,1 | 0,0  | 66,7 | 5,5 | 12,0 | 2,3 | 0,8 | 26,5 |
| 1986/87  | Detroit Pistons | 15  | 15  | 37,5 | 45,1 | 30,3 | 75,5 | 4,5 | 8,7  | 2,6 | 0,3 | 24,1 |
| 1987/88  | Detroit Pistons | 23  | 23  | 39,6 | 43,7 | 29,5 | 82,8 | 4,7 | 8,7  | 2,9 | 0,3 | 21,9 |
| 1988/89  | Detroit Pistons | 17  | 17  | 37,2 | 41,2 | 26,7 | 74,0 | 4,3 | 8,3  | 1,6 | 0,2 | 18,2 |
| 1989/90  | Detroit Pistons | 20  | 20  | 37,9 | 46,3 | 47,1 | 79,4 | 5,5 | 8,2  | 2,2 | 0,4 | 20,5 |
| 1990/91  | Detroit Pistons | 13  | 11  | 33,5 | 40,3 | 27,3 | 72,5 | 4,2 | 8,5  | 1,0 | 0,2 | 13,5 |
| 1991/92  | Detroit Pistons | 5   | 5   | 40,0 | 33,8 | 36,4 | 78,6 | 5,2 | 7,4  | 1,0 | 0,0 | 14,0 |
| Carrière | Carrière        | 111 | 109 | 38,0 | 44,1 | 34,6 | 76,9 | 4,7 | 8,9  | 2,1 | 0,3 | 20,4 |

4 Dumars · 
10 Rodman · 
11 Thomas · 
15 Johnson · 
22 Salley · 
23 Aguirre · 
24 Williams · 
25 Long · 
34 Dembo · 
40 Laimbeer · 
44 Mahorn · 
53 Edwards · 
Coach Daly
00 Bedford · 
4 Dumars · 
10 Rodman · 
11 Thomas · 
12 Henderson · 
15 Johnson · 
22 Salley · 
23 Aguirre · 
33 Greenwood · 
35 Hastings · 
40 Laimbeer · 
53 Edwards · 
Coach Daly